# Johan Servando
Johan Servando (fl. XIII secolo) è stato un xograr  possibilmente galiziano, attivo nel terzo quarto del XIII secolo.
È autore di ventidue componimenti poetici: due cantigas de amor, sedici cantigas de amigo, quasi tutte cantigas de romería, dedicate al santuario di San Servando, un descort, tre cantigas de escarnio, due delle quali contro l'avarizia di un infanzón e un'altra contro l'inesperienza di un esordiente cavaliere.  